# Puma Swede
Puma Swede, właśc. Johanna Jussiniemi (ur. 13 września 1976 w Sztokholmie) – szwedzka aktorka pornograficzna pochodzenia fińskiego.

## Życiorys

### Wczesne lata
Urodziła się w Sztokholmie w Szwecji. Jej rodzice pochodzą z Finlandii. Pracowała jako przedstawiciel handlowy firmy komputerowej w Szwecji, a 2001 brała udział w sesjach zdjęciowych jako fotomodelka.

### Kariera
W 2003, po przeprowadzce do Torrance w Kalifornii rozpoczęła swoją karierę w branży porno. Pierwsza część jej pseudonimu pochodzi od nazwy samochodu Ford Puma.
Początkowo grała jedynie w scenach homoseksualnych. W pierwszym filmie produkowanego przez klub w studiu porno wraz z Jenną Jameson. Zmieniło się to w 2005 wraz z rolą w School of Hardcore, nagranym przez studio AntiInnocence Video.
W 2009 otrzymała nominację AVN do nagrody Internetowej Gwiazdeczki Roku (Web Starlet od the Year) oraz nominacje XBIZ Award dla Internetowej Laski/Gwiazdeczki Roku (Web Babe/Starlet of the Year). W 2012 wraz z obsadą parodii porno klasycznego musicalu z 1975 The Rocky Horror Picture Show była nominowana do AVN Award w kategorii najlepsza scena seksu grupowego.
Wystąpiła gościnnie w komedii 41-letni prawiczek zalicza wpadkę z Sarą Marshall (The 41-Year-Old Virgin Who Knocked Up Sarah Marshall and Felt Superbad About It, 2010) u boku Bryana Callena i Stephena Kramera Glickmana. W 2014 pojawiła się w trzecim odcinku siódmego sezonu Fox Synowie Anarchii (Sons of Anarchy). Wystąpiła także w filmie dokumentalnym Risky Business: A Look Inside America’s Adult Film Industry (2013) i w dwóch odcinkach szwedzkiego programu Svenska Hollywoodfruar (2014) jako znajoma Åsy Vesterlund.
W październiku 2012 wydała swoją autobiografię opublikowaną przez Lind & Co.

## Życie prywatne
W 2008 zaręczyła się z brytyjskim aktorem filmów pornograficznych Keiranem Lee i na początku 2009 wzięli ślub. Jednak potem doszło do rozwodu. Jej bliską przyjaciółką stała się aktorka porno Nikki Benz.

## Nagrody i nominacje
| Rok  | Nagroda    | Kategoria                               | Film                                               | Inni wykonawcy | Rezultat  |
| ---- | ---------- | --------------------------------------- | -------------------------------------------------- | --- | --------- |
| 2009 | AVN Award  | Internetowa Gwiazdka Roku               | –                                                  | – | Nominacja |
| 2012 | AVN Award  | Najlepsza scena seksu grupowego         | Rocki Whore Picture Show: A Hardcore Parody (2011) | Alektra Blue, Kaylani Lei, Jessica Drake, Kirsten Price, Randy Spears, Brandy Aniston, Nikki Daniels, Lucky Starr, Tommy Gunn, Marcus London, Ron Jeremy, Jack Vegas, Dick Chibbles, Rocco Reed i Mac Turner | Nominacja |
| 2019 | XBIZ Award | Najlepsza scena seksu – cała realizacja | A Married Woman 2 (2018)                           | Bill Bailey | Nominacja |